# Boron (Mali)
Pour les articles homonymes, voir Boron.
Boron est une localité et une commune rurale malienne, chef-lieu d'arrondissement dans le cercle de Banamba, et la région de Koulikoro.

## Villages
La commune s'étend sur 48 localités relevées lors du recensement général de 2009. 
Les villages les plus peuplés sont :
- Boron (5 537 habitants) ;
- Dampha (2 115 habitants) ;
- Tiemabougou (2 089 habitants).